# كاثي بيك
كاثي بيك (بالإنجليزية: Cathie Beck)‏ هي صحفية أمريكية، ولدت في 3 أغسطس 1955.